# Albert Ayat
Albert Jean Louis Ayat (París, 7 de marzo de 1875-Courbevoie, 2 de diciembre de 1935) fue un deportista francés que compitió en esgrima, especialista en la modalidad de espada. Participó en los Juegos Olímpicos de París 1900, obteniendo dos medallas de oro.

## Palmarés internacional
| Juegos Olímpicos | Juegos Olímpicos | Juegos Olímpicos | Juegos Olímpicos              |
| Año              | Lugar            | Medalla          | Prueba                        |
| ---------------- | ---------------- | ---------------- | ----------------------------- |
| 1900             | París (Francia)  | Medalla de oro   | Espada individual profesional |
| 1900             | París (Francia)  | Medalla de oro   | Espada individual (p/a)       |